# Pierre Quiroule
Pierre Quiroule (Lyon, 1867-Buenos Aires, 30 de noviembre de 1938), seudónimo de Joaquín Alejo Falconnet, fue un escritor anarquista nacido en Francia, instalado en su juventud en Argentina.
Nació en Lyon (Francia) en 1867, pero emigró poco después a la Argentina. En Argentina se unió a los grupos anarcocomunistas, de inspiración kropotkiniana. En 1893 fundó en Buenos Aires el semanario anarquista La Liberté, en el cual colaboraría brevemente Auguste Vaillant. Desde sus páginas se defendía un anarquismo individualista, comunista y antiorganizador, enfrentado a los anarquistas organizacionistas de Errico Malatesta, y defendía la acción directa violenta, conocida como propaganda por el hecho.
Colaboró también con los periódicos El Perseguido, La Protesta, La Revista Blanca, Sembrando Ideas y otros medios de la prensa libertaria. Escribió también varias novelas y ensayos, entre los que destaca el ensayo utópico La ciudad anarquista americana, editada en Buenos Aires en 1914 por la editorial La Protesta. Trabajó como tipógrafo en la imprenta de la Biblioteca Nacional.
En 1925, al morir su esposa, abandonó la militancia y se recluyó en la provincia de Misiones. Escribió para el diario La Nación, de Buenos Aires. Murió en Buenos Aires, en 1938. Su seudónimo proviene de un refrán francés: "Pierre qui roule n'amasse pas mousse" (Piedra que rueda no junta moho).

## Obras
- El fusilamiento de Francisco Herrero o sea la infamia negra (drama), Buenos Aires: Sans-souci, 142p, 1910.
- Sobre la ruta de la anarquía, Buenos Aires, Fueyo, 1912
- La Ciudad anarquista americana. Madrid: Ediciones Tuero, col. Investigación y Crítica, 1991. (1914).
- Una Nueva hipótesis sobre la formación del universo. Buenos Aires: Entretenimientos racionalistas, 1917.
- El Gran Crimen europeo. Drama en 4 actos y 18 cuadros. Buenos Aires: A. Cerpi, 1917.
- "El malestar social ¿Cómo ponerle fin?," Buenos Aires: La Protesta, 1918.
- Justicia social. Trabaje el que quiera comer. Buenos Aires: Ateneo Libertario del Sul, 16p, 1919.
- Orientación social para alcanzar la suma máxima de bienestar y libertad individuales. Buenos Aires: 16p, 1920.
- Para meditar al obrero y obrera huelguista. Buenos Aires: Agrupación Anarquista Regeneración, 19p, 1920.
- A mi hermano el obrero del campo. Buenos Aires: Grupo Comunista Espartaco, 8p, 1921?
- Entre obreros (Tesis social). Buenos Aires: Grupo Anarquista Los Comunistas, 32p, 1921
- ¡Unificación!. Buenos Aires: Editado por el Grupo Anarquista "Los Comunistas", 1921.
- La teoría social constructiva del campesino argentino. Buenos Aires: Editado por el Grupo Comunista Anarquista "Espartaco", 1921.
- La institución sacrosanta (drama). Buenos Aires: Bautista FUEYO, 51p, 1922
- Un espartaco negro. La tragedia de la «Teach». Novela histórica, Buenos Aires: Bautista Fueyo, 51p, 1923.
- En la soñada tierra del ideal. Buenos Aires: Bautista Fueyo, 1924.
- "Del ambiente ideológico." La Revista Blanca, II, n°24, 1924
- "Aspectos y comentarios." La Revista Blanca, II, n°25, 1924
- "Nuestro concepto del arte", La Revista Blanca, Madrid (15 de septiembre de 1924) p. 28-30.
- "Crónica argentina", La Revista Blanca, Madrid (1 de junio de 1924) p. 21-23.
- "El Pensamiento del anarquismo argentino. ’Mi Comunismo’ (La Felicidad universal), por Sebastián Faure", La Revista Blanca, Madrid (1 de mayo de 1924) p. 10-13.
- "Una iniciativa libertaria mundial," La Revista Blanca, Madrid (15 de agosto de 1924), p. 26-28.
- "Crónica sud-americana. Desde Buenos Aires," La Revista Blanca, Madrid (15 de octubre de 1924) p. 27-28.
- "¿Quién hace al individuo: la sociedad o la herencia?" La Revista Blanca, Madrid (15 de enero de 1925) p. 20-22.
- Ella y él. Preludiando al libre amar. Asunción del Paraguay: Biblioteca de la Agrupación "El Combate", 1925.
- La nueva illusión mental. Huésped, fantasma y espíritu tangible. Buenos Aires: Bautista Fueyo, 41p, 1926.
- Los culpables. Controversia filosófica en un salón burgués a la hora del té s/d
- Ocio filosófico. El alma y el cuerpo (punto de vista antibergsoniano)... Buenos Aires: Bautista Fueyo, 43p, 1927.
- "El extraño drama del Ferrocarril del Norte" (folletín diario). En La Nación (Argentina), del 18/06/1930 al 02/07/1930.
- "La voz del vacío". La Nación, Suplemento de los domingos, del 12/10/1930, 19/10/1930 y 26/10/1930.
- "La maldición del monje sin nombre al hogar ancestral de Lord BYRON", La Nación, Suplemento de los domingos, del 26/11/1930.
- Un filósofo en Posadas. Buenos Aires: L.J. ROSSO, 186p, 1931.
- Problemas actuales. Sistemas sociales y filosofía anarquista. Buenos Aires: 16p, s/d.